# Pilica

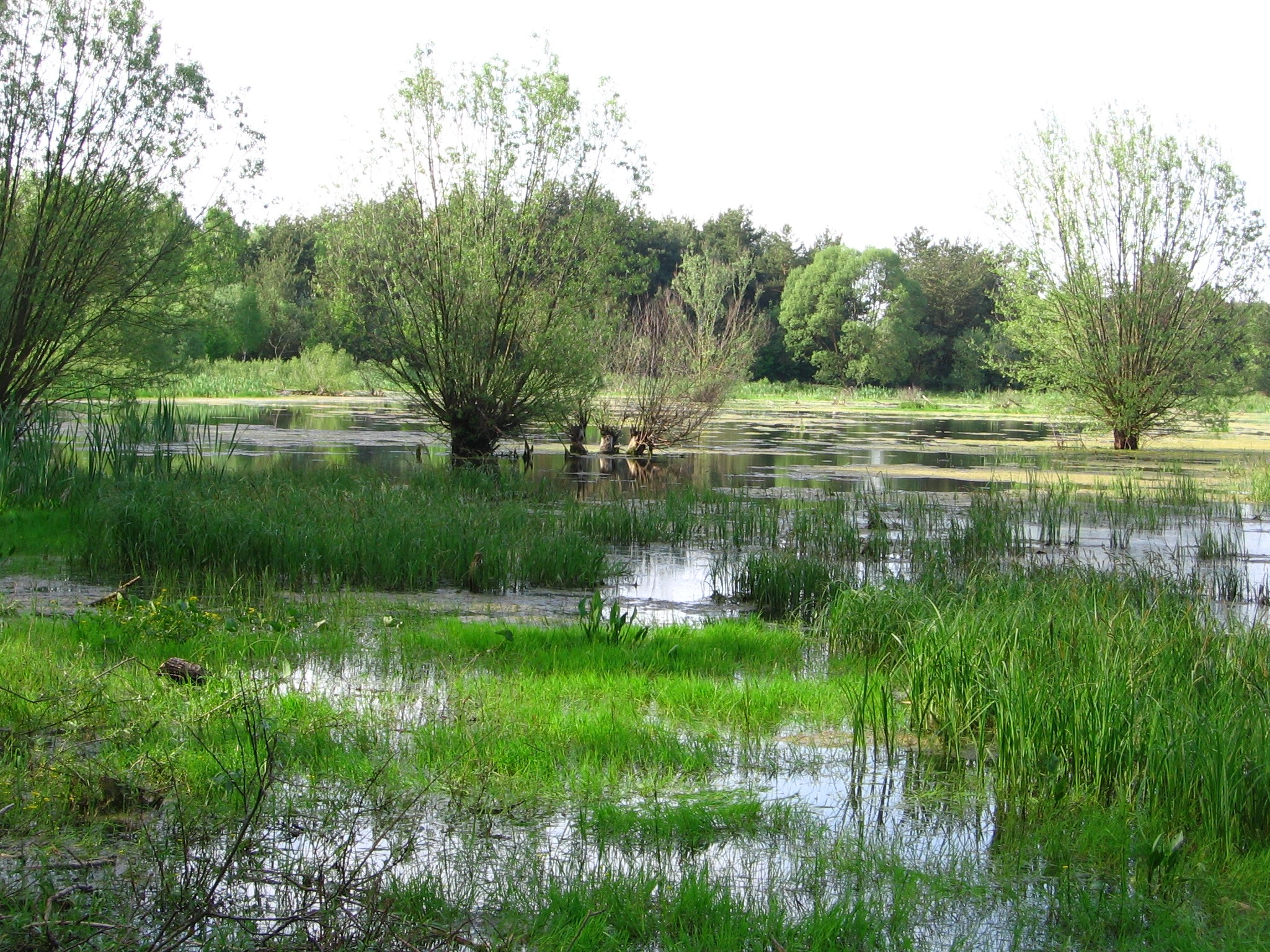
Pilica nära Sulejów

Pilica är en flod som rinner i centrala Polen. Floden är 319 kilometer lång (åttonde längsta i Polen) och är en biflod till floden Wisła.

## Städer längs med floden
- Szczekociny
- Koniecpol
- Przedbórz
- Sulejów
- Tomaszów Mazowiecki
- Spała
- Inowłódz
- Nowe Miasto nad Pilicą
- Wysmierzyce
- Białobrzegi
- Warka

## Bifloder
- Luciąża
- Wolborka
- Czarna (Włoszczowska)
- Czarna (Konecka)
- Drzewiczka